# Iglesia de Santa Irene (Lecce)
La iglesia de Sant'Irene dei Teatini es un lugar de culto católico en el centro histórico de Lecce. Está dedicada a Santa Irene de Lecce, protectora de la ciudad hasta 1656, año en el que el Papa Alejandro VII proclamó el patronazgo de Lecce por un santo obispo: San Oronzo.

## Historia
Fe construida a partir de 1591 según un diseño del teatino Francesco Grimaldi y fue terminada en 1639, año de su consagración por el obispo de Bríndisi.
Vivió importantes acontecimientos históricos: en 1797 fue visitada por el rey Fernando IV de Nápoles, en octubre de 1860 acogió las operaciones del plebiscito para decidir el sí de Lecce a la entrada en el Reino de Italia. En 1866 se suprimió el convento teatino contiguo, pero la iglesia permaneció abierta al culto.
La comunidad parroquial festeja a su patrona Irene el 5 de mayo para recordarla.

## Descripción

### Exterior
Se basa en la basílica de Sant'Andrea della Valle en Roma, donde trabajó el propio Grimaldi. La fachada se compone de un sistema de doble orden, puntuado por pilastras superpuestas conectadas por festones. Las columnas se intercalan en el orden inferior con hornacinas y cartelas vacías y en el orden superior con un gran ventanal. El espacio central del orden inferior alberga el portal, coronado por la estatua de piedra de Santa Irene, obra de Mauro Manieri de 1717. Sobre el marco de la hilera de cuerdas destaca el escudo cívico de la ciudad de Lecce. La fachada está coronada por un tímpano triangular que lleva en el centro las insignias de la orden Teatina. En el entablamento está grabada la advocación latina a la patrona Ad Irene virgini et martiri (Irene virgen y mártir).

### Interno
El interior es de planta de cruz latina, con una sola nave abierta lateralmente por tres profundas capillas comunicadas entre sí y caracterizadas por cúpulas elípticas.

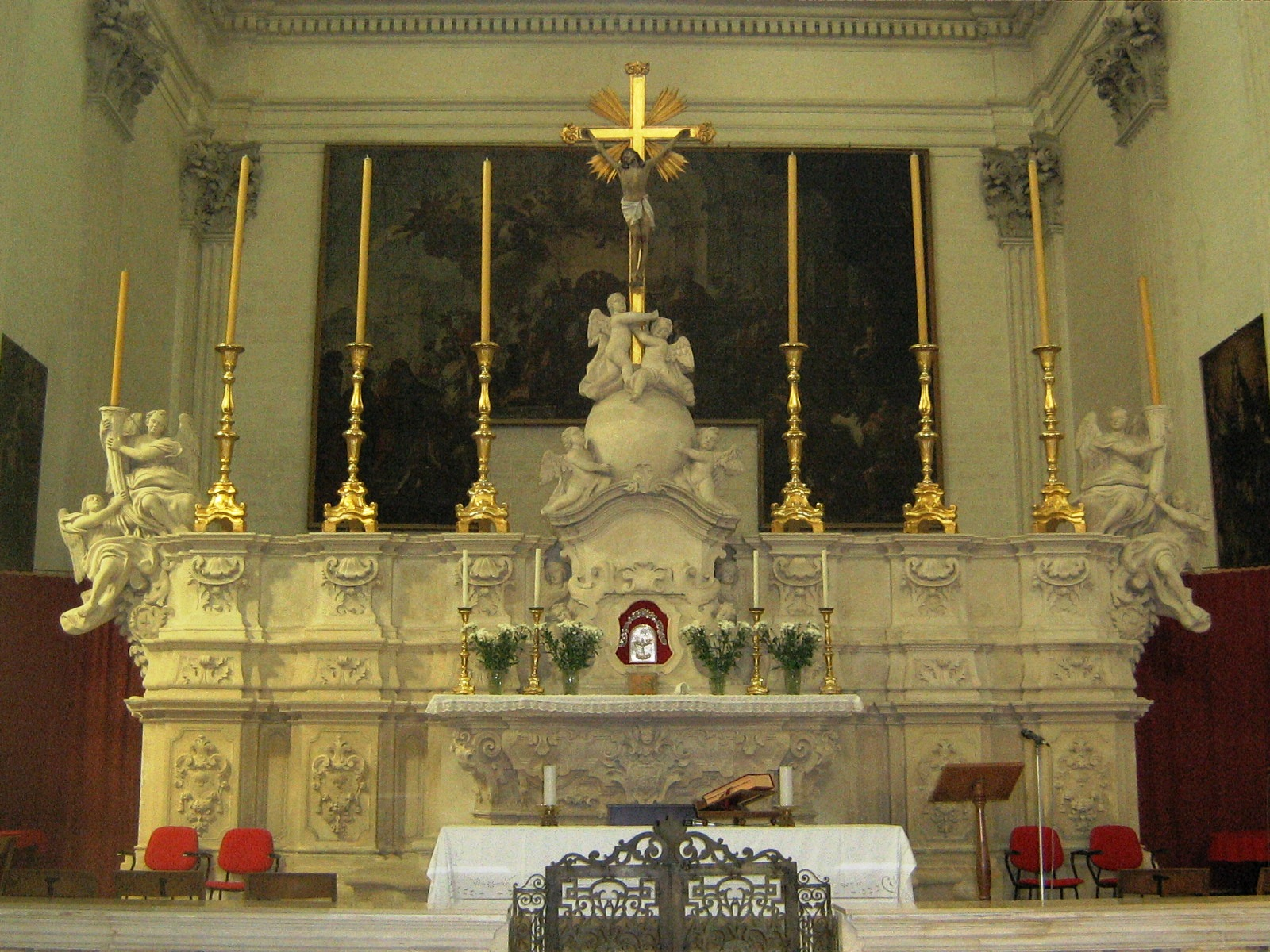
Altar mayor

En el lado izquierdo se encuentran los altares de San Esteban, que alberga el lienzo con la Lapidación de San Esteban, obra de Antonio Verrio, el Crucifijo y la Virgen del Buen Consejo.
En el brazo izquierdo del crucero se encuentran tres altares: el altar de Sant'Oronzo, creado hacia mediados del siglo XVII por Francesco Antonio Zimbalo, tío de Giuseppe Zimbalo, el altar de Santa Irene (1639) que alberga nueve bustos de santos que contienen cada uno de ellos las reliquias de los religiosos representados, mientras que arriba domina la estatua de Santa Irene coronada por el escudo cívico de Lecce; el altar de la Sagrada Familia construido en 1672.
El ábside alberga el altar mayor remodelado en 1753. En la pared hay un cuadro que representa el Transporte del Arca Sagrada, obra maestra de Oronzo Tiso.
En el brazo derecho del crucero se encuentran otros tres altares: el altar del Ángel Custodio que data de 1700, el altar dedicado en 1651 a San Gaetano de Thiene por el arzobispo de Otranto Gaetano Cassa, que alberga el lienzo al óleo que representa al fundador de la orden Teatina, realizado por Filippo Maria Galletti, el altar de Sant'Andrea Avellino, de estilo rococó.
En las capillas del lado derecho se encuentran los altares de San Carlos Borromeo, del arcángel Miguel, construidos por Cesare Penna en 1642, y el altar de las Ánimas del Purgatorio con un lienzo reciente de Luigi Scorrano.
La sacristía de la iglesia alberga otras pinturas, incluida la de la Madonna della Libera .

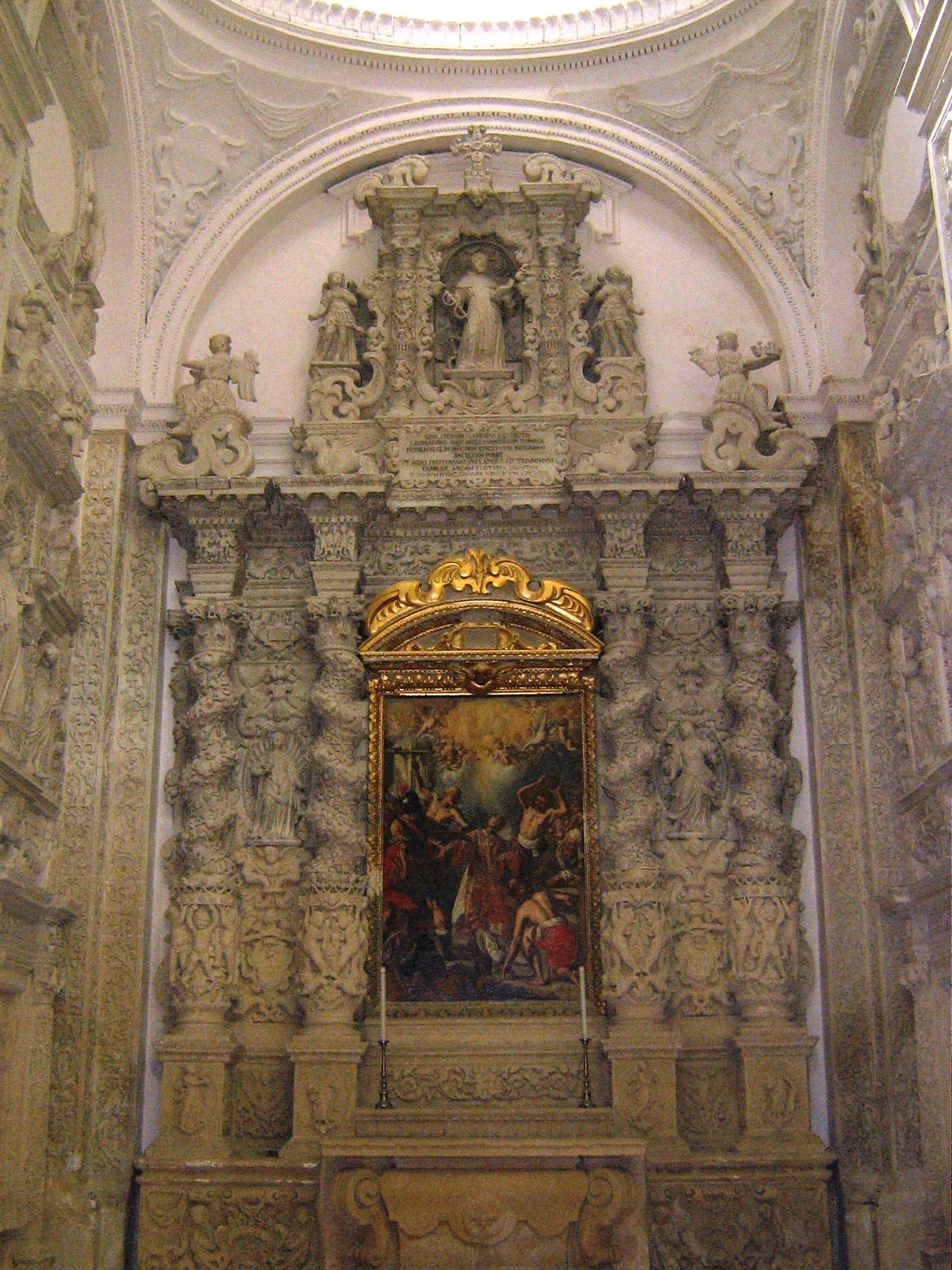
Altar de la Lapidación de San Esteban
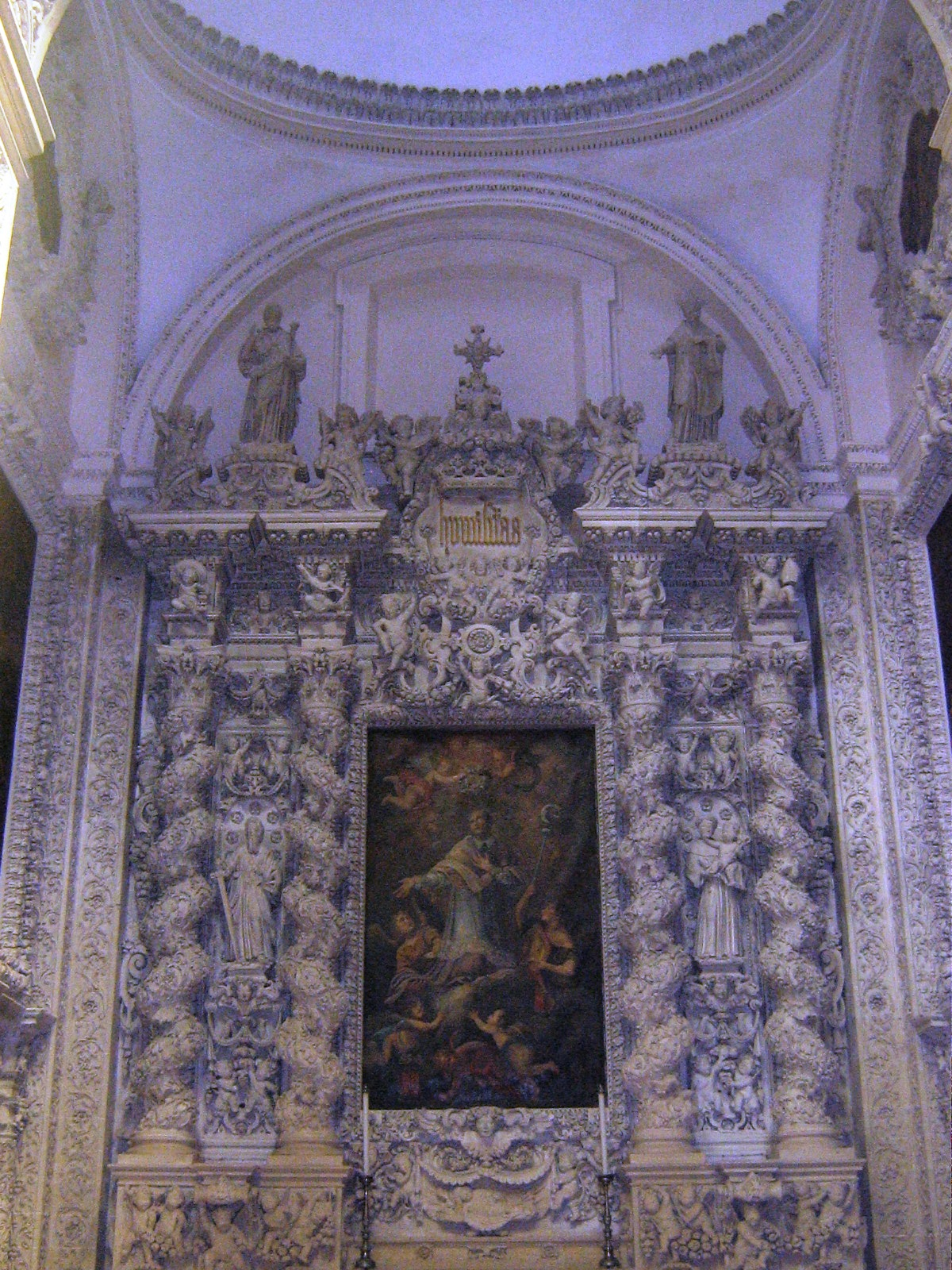
Altar de San Carlos Borromeo
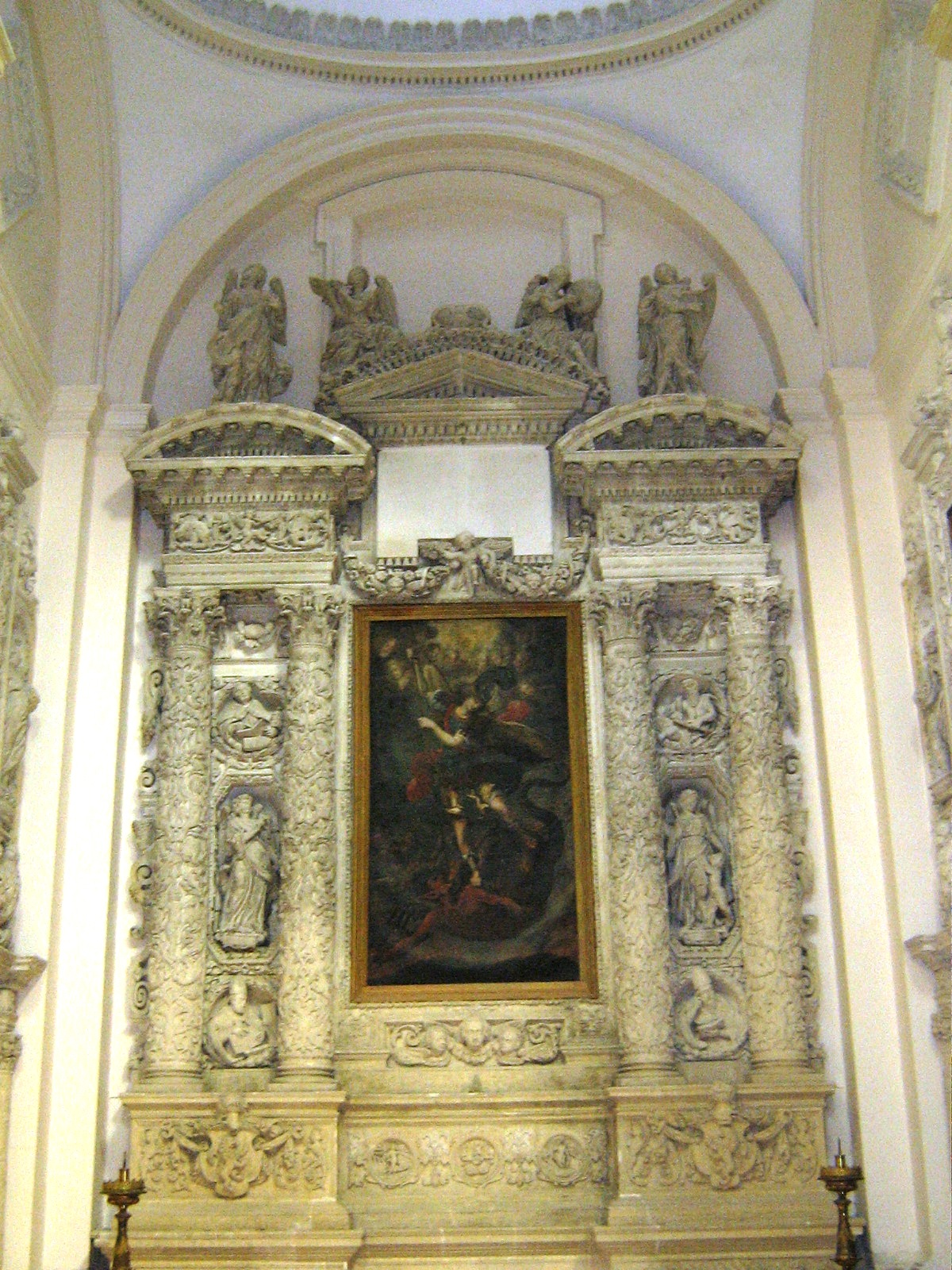
Altar de San Miguel Arcángel
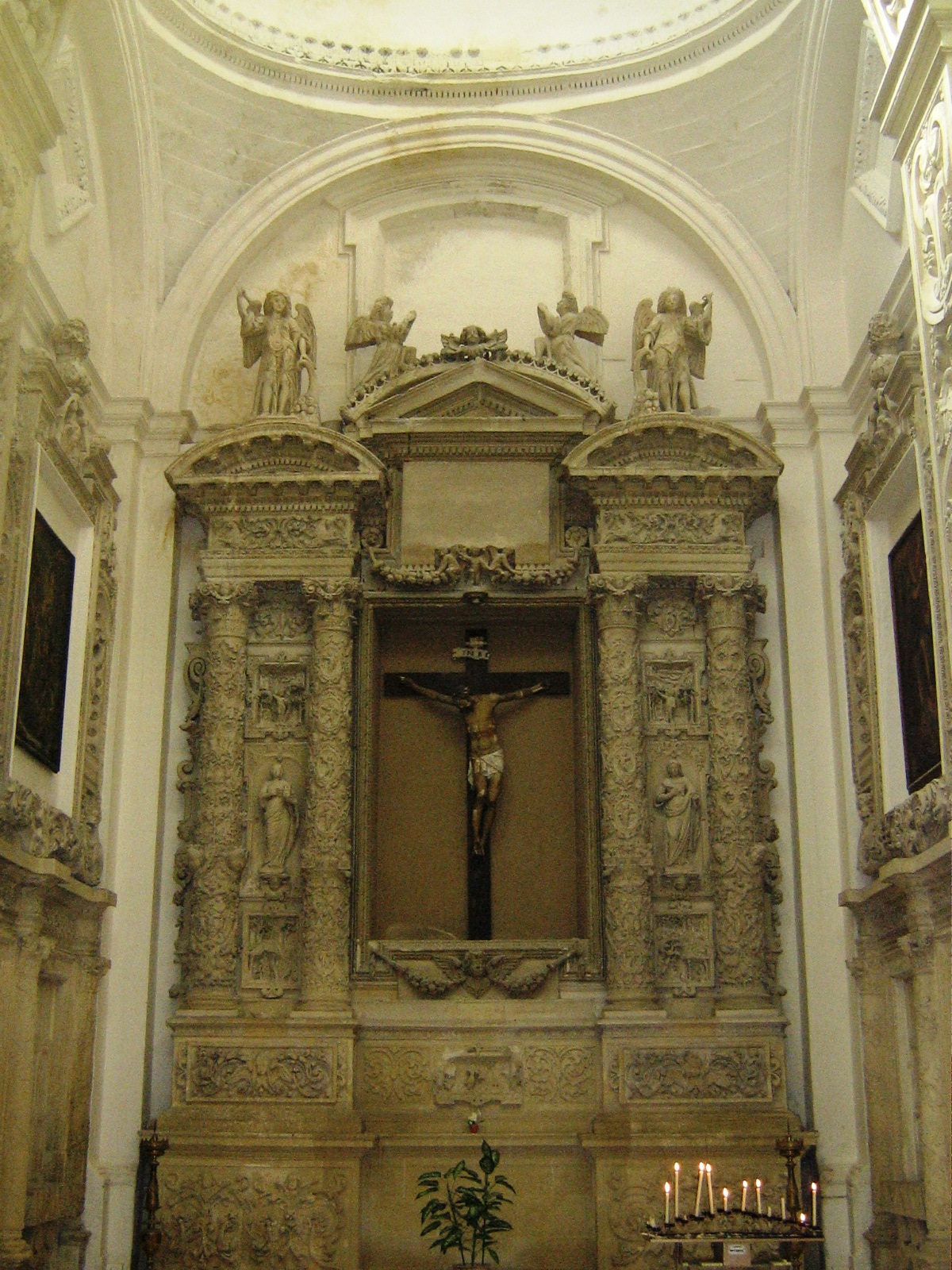
Altar del Crucifijo
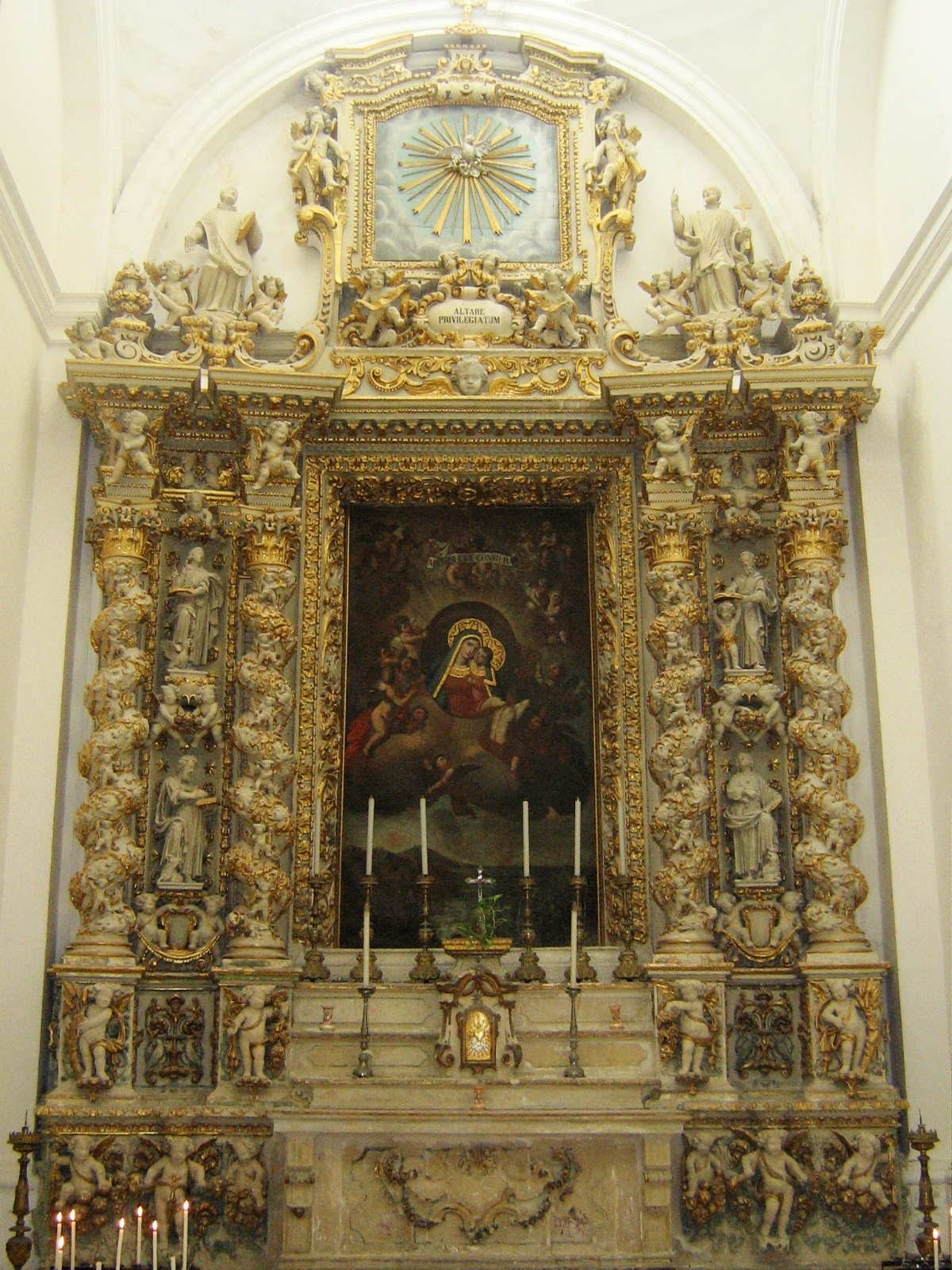
Altar de la Virgen del Buen Consejo
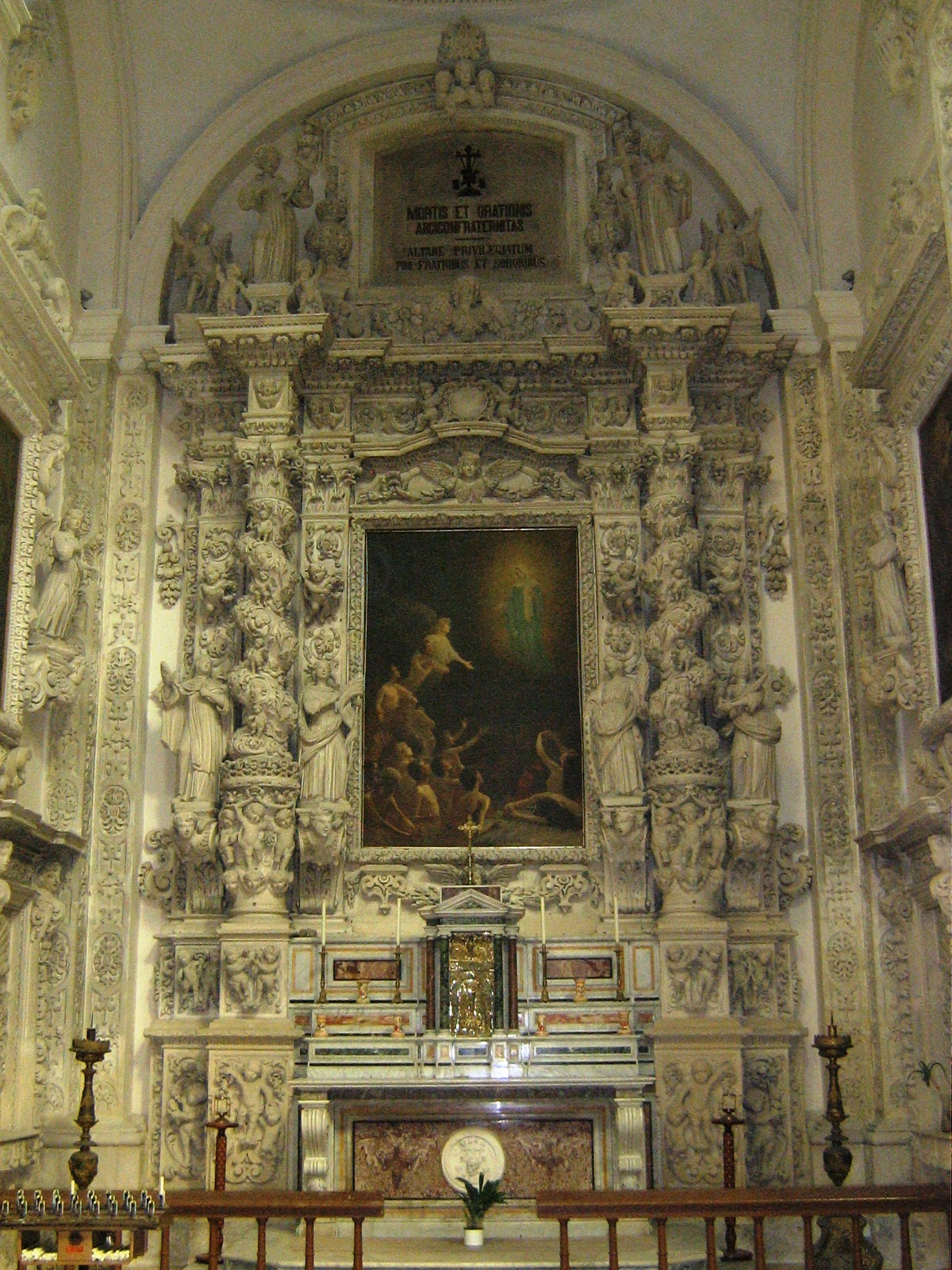
Altar de las Almas del Purgatorio
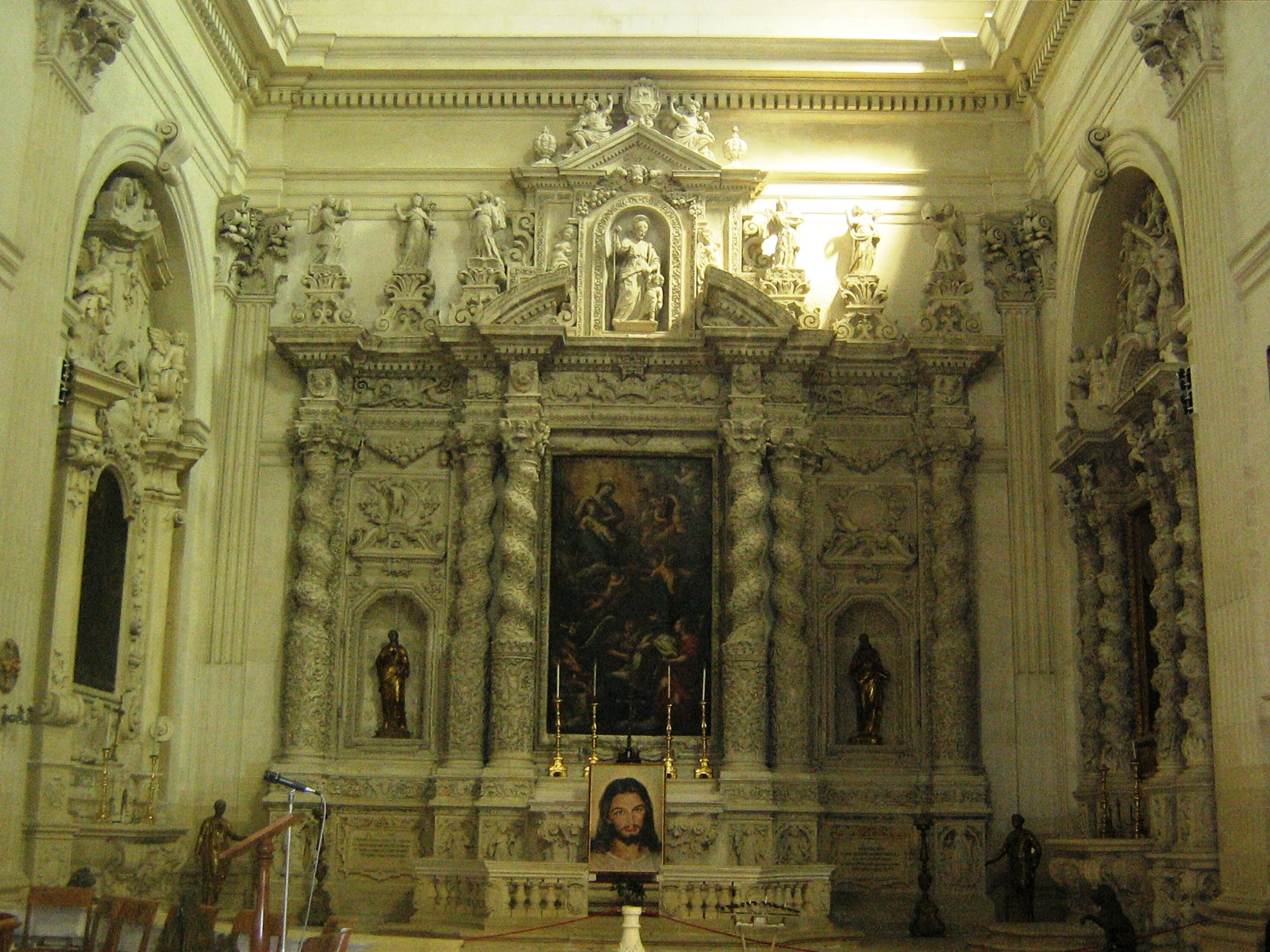
Altar de los Ángeles Custodios
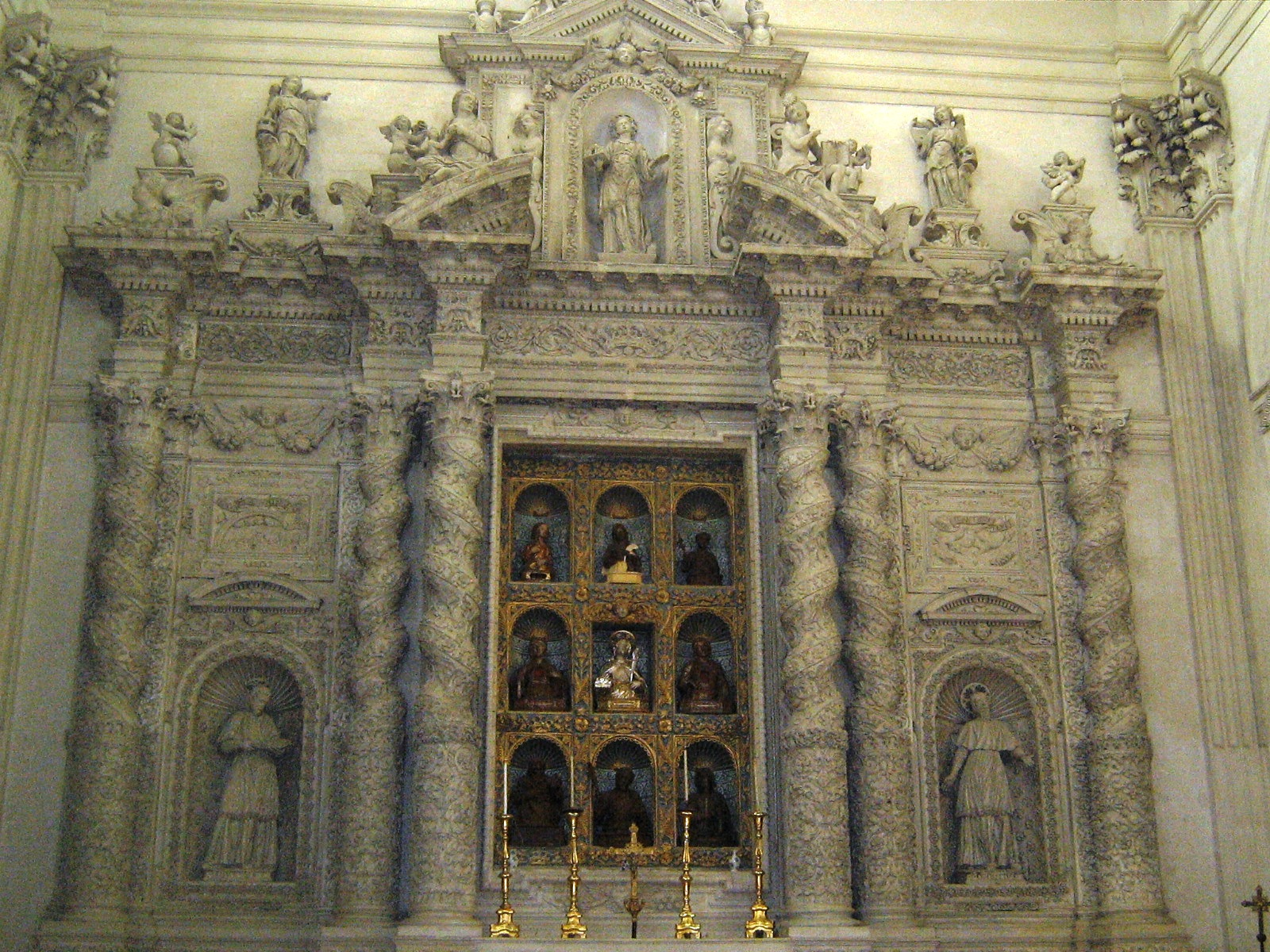
Altar de Santa Irene